# バーブル
バーブル（ペルシア語: ظهیرالدین محمد بابُر、Ẓahīr al-Dīn Muḥammad Bābur、1483年2月14日 - 1530年12月26日）は、北インド、ムガル帝国の創始者であり初代君主（在位：1526年 - 1530年）。もとはティムール朝サマルカンド政権の君主（在位：1497年 - 1498年）でもある。
16世紀初頭に中央アジアからインドに移り、ムガル帝国を建国した。名前の「バーブル」はトラを意味する。バーブルはティムールの三男ミーラーン・シャーの玄孫であり、母方の祖父であるモグーリスタン・ハン国の君主ユーヌスはチンギス・カンの次男チャガタイの後裔にあたる。
軍事力に優れた指導者、優れた文人として評価されている。自らの半生を著述した回想録『バーブル・ナーマ』は文学性・史料的価値を高く評価されており、多くの言語に翻訳された。

## 生涯
バーブルの生涯は中央アジア時代、カーブル時代、インド時代の三期に分けられる。

### 少年期
1483年にフェルガナ地方のアンディジャンで、バーブルはフェルガナの領主ウマル・シャイフの長子として生まれる。バーブルが誕生した当時のティムール朝は2つの政権に分裂しており、バーブルの一家は祖父のアブー・サイードが樹立したサマルカンドの政権に属していた。
1494年に父のウマル・シャイフが城内の鳩小屋が倒壊する事故に巻き込まれて急死した後、バーブルは家長の地位とフェルガナを継いだ。バーブルの父方の伯父であるサマルカンドの君主スルターン・アフマドと、母方の叔父であるモグーリスタン・ハン国の君主マフムード・ハンはウマル・シャイフの死を知ると、バーブルが継いだ領地を獲得するためにフェルガナに侵攻した。バーブルは祖母のエセン・ダウラト・ベグムと臣下の補佐を受けて、叔父たちの攻撃に打ち勝つ。叔父たちの攻撃を撃退した後、アンディジャンで父の葬儀を執り行った。
1495年に従兄弟のバイスングルがサマルカンドの支配者の地位を継いだ後、サマルカンドの宮廷ではバイスングルを支持する派閥とバイスングルの弟スルターン・アリーを支持する派閥が争っていた。1496年にバーブルは混乱するサマルカンドへの遠征を行い、スルターン・アリーと同盟してバイスングルに対抗するが、遠征は失敗に終わる。翌1497年にバーブルは再びサマルカンド遠征を実施し、窮乏したバイスングルは北方のウズベク（シャイバーニー朝）の指導者ムハンマド・シャイバーニー・ハンに援軍を要請する。サマルカンド近郊にシャイバーニーの軍が現れた時、バイスングルは援助を拒んで単独でサマルカンドを防衛し、7か月の包囲の末にバイスングルはサマルカンドを放棄してクンドゥーズに逃走する。バーブルは主を失ったサマルカンドに入城し、1497年11月末にスルターンに即位する。しかし、臣下のスルターン・ムハンマド・タンバルがアンディジャンで起こした反乱を鎮圧するためにバーブルは帰国せざるを得なくなり、サマルカンドでの治世は約100日で終わる。
1年半から2年近くの期間、本拠地を失ったバーブルはホジェンドを拠点としてアンディジャン、サマルカンドに出兵するが事態は進展せず、1499年夏に支持者の手引きによってようやくアンディジャンに入城することができた。アンディジャン奪還後も、バーブルの弟ジャハンギールを擁立するタンバルとの争いは続いた。1500年2月にタンバルと休戦協定を締結するが、バーブルの陣営ではタンバルの派閥に属するベグ（司令官）が権勢をふるっていた。

### サマルカンドの占領、故郷の喪失
一方、スルターン・アリーの占領下に置かれたサマルカンドはシャイバーニーから圧力を加えられており、1500年にスルターン・アリーはシャイバーニーとの和平を図って、シャイバーニーにサマルカンドを明け渡した。バーブルはサマルカンド陥落に先立つ1500年5/6月にサマルカンドの廷臣の招聘に応じて進軍しており、サマルカンドがシャイバーニーの占領下に置かれた後も町の近郊に留まって奪還の機会をうかがっていた。こうした状況下で、サマルカンド内で強い影響力を持つウラマー（神学者）のホジャ・アブリメカリムは、バーブルにサマルカンド開城を手引きする書状を送った。夜間に70-80人のバーブルの部下がサマルカンド城内に侵入して城門を開け、城外に陣取っていたシャイバーニーは形勢が不利だと考えて退却したバーブルはアブルメカリムらサマルカンドの有力者や高官に迎え入れられ、王に擁立された。
しかし、ウズベクによる略奪のために食糧が欠乏したサマルカンド周辺は飢餓に襲われており、バーブルは兵士を養うことができないために軍隊を解散しなければならなかった。バーブルの窮状を知ったシャイバーニーは、精鋭を率いて再びサマルカンドに進攻する。1501年、援軍を待ちきれなかったバーブルはザラフシャン河岸でシャイバーニーを迎撃するがサリ・プルの戦いで敗北し、サマルカンドに立て籠もった。食糧が欠乏したサマルカンド市内は無政府状態に陥り、多くの市民が町から脱走した。飢えに悩まされたバーブルは、4か月の籠城の末にサマルカンドを放棄しなければならなかった。姉のハンザーダ・ベギムをシャイバーニーの元に送る屈辱的な条件を飲んで和平を結び、バーブルは叔父のマフムード・ハンが統治するタシュケントに退却した。
タシュケントでは困窮した生活を送り、多くの人間がバーブルの元を去った。バーブルはマフムードの支援を受けてスルターン・ムハンマド・タンバルと戦うが、好機を逃して敗北を喫する。ある戦闘でバーブルは右脚を矢で射抜かれて負傷し、アフスィ近郊の戦闘では惨敗し、1人で山中を逃走した。
1503年4月にバーブルはタシュケントを攻撃したシャイバーニーに敗れて撤退し、マフムードとその弟アフマド・アラクは捕らえられてモグーリスタンに追放された。翌1504年4月にシャイバーニーはタンバルを破ってアンディジャンを占領し、故郷の喪失を知ったバーブルは南のホラーサーン地方への移動を決意する。1504年6/7月にバーブルは少数の部下を率いてアフガニスタン方面に南下するが、一行はぼろぼろの衣服を着、野営のための十分な設備も持っていなかった。移動中、ウズベクから逃れようとした多くのモグール人（モンゴル人）がバーブルの軍に合流する。また、南下するバーブルの元にヘラート政権の君主フサイン・バイカラから防備の協力を求める親書が届くが、バーブルはシャイバーニーに対して攻勢に出ることを企てていたため、共同作戦は実現しなかった。バーブルはヒンドゥークシュ山脈を越え、アルグン部出身の領主ミールザー・ムキームが領有するカーブルを包囲した。ムキームは抵抗をすることなくバーブルに臣従とカーブルの譲渡を申し出、1504年9月にバーブルはカーブルを征服した。

### カーブルへの移動

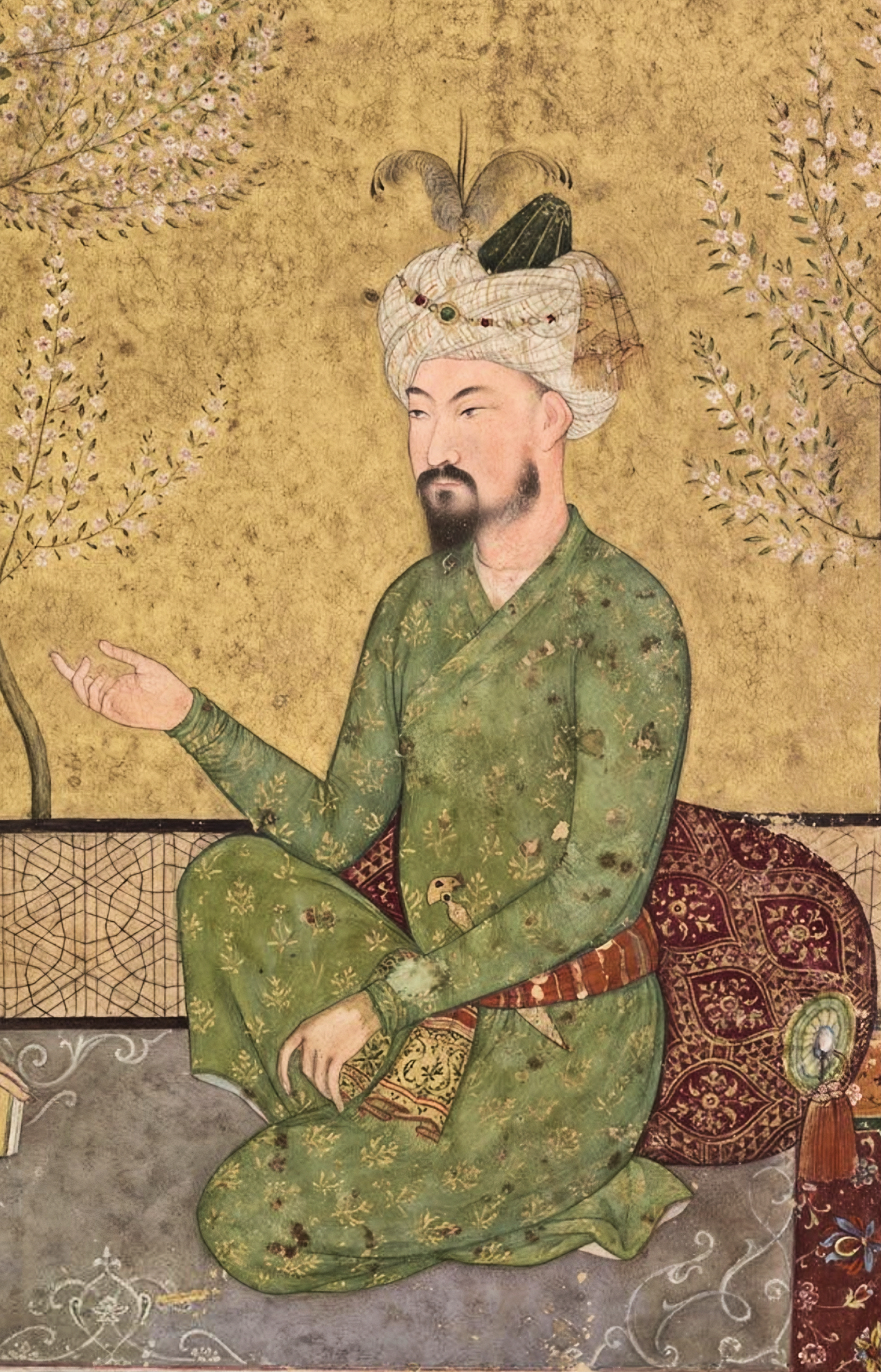
バーブル

カーブル征服後、バーブルは弟のジャハンギールにガズニー、ナーシルにニングナハールを授与する。バーブルは新たな拠点としたカーブルの統治に力を入れ、パシュトゥーン人（アフガン人）やハザーラ人などの町の周辺に居住する多種の民族に対して武力、懐柔策の両方を使って対応した。また、バーブルはカーブルに10のバーグ（庭園）を建設し、宮殿の役割を果たす天幕を庭園に設置していた。
1505年1/2月にバーブルは略奪と戦利品の獲得を目的としてヒンドゥスターン（北インド）遠征を実施し、中央アジアと全く異なるインドの人間と自然に強い衝撃を受けた。しかし、親族と家臣から反対を受けたために、インドでの本格的な征服事業を開始することはできなかった。1505年6/7月にバーブルは遠征から帰還するが、その直後に母クトゥルク・ニガール・ハヌムが没する。母の死後にバーブルの母方の義理の祖母であるシャー・ベギム、従兄弟にあたる歴史家のハイダル・ミールザーら母方の親族がバーブルを頼り、カーブルに滞在した。
1506年5月にバーブルはフサイン・バイカラのシャイバーニー攻撃の呼びかけに応じてヘラートに向かうが、フサインはバーブルと合流する前に没していた。10月にバーブルはフサインの跡を継いだバディー・ウッザマーンとムザッファル・フサインの兄弟とムルガブで合流し、歓迎を受けた。フサインの死後もティムール朝の連合軍はシャイバーニーに包囲されたバルフに向けて行軍を続けたが、連合軍の到着前にバルフは陥落した。シャイバーニーはティムール朝との決戦を避けてマー・ワラー・アンナフルに退却したが、追撃は行われず、連合軍は解散した。
遠征に参加した王子たちはそれぞれの領地に戻り、バーブルにカーブルに帰還しようとしたが、周囲の勧めによってヘラートを訪れた。ヘラートを訪れたバーブルは宴席に参加し、市内外の多くの名所を観光した。『バーブル・ナーマ』にはヘラートの美麗な景観、町に多くの優れた人材が集まる様子が記録されている。バーブルはヘラートでの越冬を勧められたが、12月末にヘラートを発ってカーブルに帰国の途に就いた。
帰国する一行は移動距離が短い山道を進んだが、道中で吹雪と強風に見舞われる。バーブルは部下とともに雪をかき分けて道を作る作業に参加し、狭い洞窟の外で夜を明かして部下と苦労を分かち合った。後年にバーブルは一週間近くにわたる雪中の行軍を回顧して「生涯でほとんどなめたことのない苦しみ」と述べている。1507年2月にバーミヤーン西の町ヤカ・オウランに到着したが、間も無くカーブルで反乱が起きた報告に接する。カーブルでは、シャー・ベギムが実の孫であるミールザー・ハンをカーブルの支配者とするために町の内城を包囲しており、カーブルに着いたバーブルは短時間で反乱を鎮圧した。反乱を鎮圧したバーブルは、シャー・ベギムを初めとする反乱者に対して寛大な態度を示した。ミールザー・ハンと彼に協力したムハンマド・フサイン・ドゥグラトをホラーサーンに追放し、シャー・ベギムに処罰は下さなかったが、彼女はバダフシャーンに移住した。
1507年6月にヘラートはシャイバーニー朝によって征服される。

### サマルカンド奪還の失敗
1508年からバーブルはパーディシャー（パードシャー、「皇帝」の意）の称号を用いる。ヒンドゥスターン遠征後に征服地から租税が送られてくるようになり、おそらくバーブルは権威と威風による支配の有効性に気づいた。パーディシャーを称した後、バーブルは部下や使節などに衣服を下賜することが多くなった。1508年3月に長男フマーユーンが誕生し、翌1509年に次男カームラーンが誕生する。
1510年にシャイバーニーがサファヴィー朝のイスマーイール1世との戦いで敗死した後、1511年にバーブルは再び中央アジア遠征を実施する。バーブルはクリャブ、クンドゥーズ、バダフシャーンを奪回したが、独力での勝利は不可能だと考えていた。1511年初頭にイスマーイール1世はクンドゥーズに到達したバーブルにシャイバーニーの元に嫁いでいたハンザーダ・ベギムを送り返し、友好的な書簡を送り届けた。ハンザーダは10年ぶりに再会したバーブルが誰なのか分からず、しばらくしてようやく自分の弟だと理解した。バーブルはイスマーイール1世の元に使者を派遣し、サファヴィー朝への臣従と引き換えに援助を要請した。サファヴィー朝の援軍を加えたバーブルはブハラを奪回し、10月にサマルカンドに3度目の入城を果たすが、サマルカンドに入城したバーブルはイスマーイール1世を崇拝するクズルバシュと同じようにシーア派の服装を纏っていた。スンナ派を信奉するサマルカンドの多くの住民はシーア派に属するイスマーイール1世に抵抗を示し、バーブルはサマルカンドを保持することはできなかった。
1512年にシャイバーニーの甥ウバイドゥッラーはブハラ奪還を目指して中央アジアに進軍し、同年4月28日にバーブルとウバイドゥッラーはクリ・マリク湖で衝突する。戦力面ではバーブルの軍が優位に立っていたが、戦闘はバーブルの惨敗に終わる。11月に起きたブハラ近郊のグジュドワーン付近での戦闘でもバーブルは敗れ、サマルカンドを失ったバーブルはアフガニスタン北部に留まって反撃の機会を待ったが、事態は好転しなかった。1514年/15年にバーブルはカーブルに帰国し、バーブルとサファヴィー朝との協力体制は解体した。失敗に終わった1511年の遠征は、バーブルにとって最後のサマルカンド奪回の挑戦となった。
1514年8月のチャルディラーンの戦いでイスマーイール1世がオスマン帝国のセリム1世に敗れた後、バーブルはサマルカンド回復が極めて困難だと考えるようになる。また、チャルディラーンの戦いの経過の情報から着想を得て、バーブルは自軍にも銃火器を導入したと考えられている。

### デリーへの入城

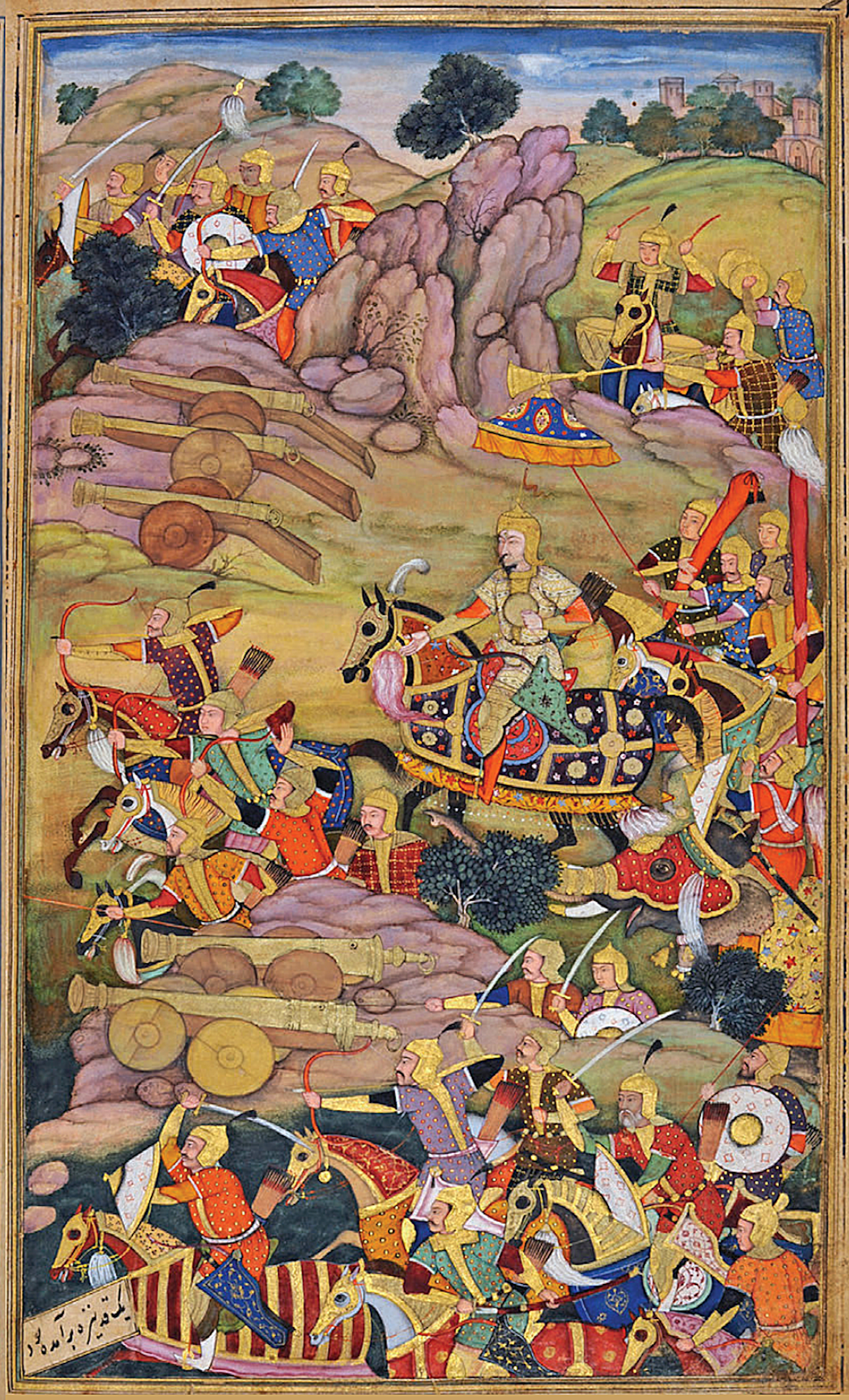
パーニーパットの戦い

3度目のサマルカンドの奪回に失敗した後、バーブルはインドへの本格的な進出を考え始めるようになる。当時のヒンドゥスターンにはアフガン系の貴族が割拠し、デリーを支配するローディー朝はメーワールを中心とするラージプート連合軍と対峙していた。
1518年/19年にバーブルはパンジャーブ地方に入り、ビーラを占領した。祖先ティムールのパンジャーブ支配を根拠として、ローディー朝に対して同地の領有権を主張した。パンジャーブ進入に先立つバジャウルの戦いでバーブルは火縄銃を使い、ユースフ・ザイ、ディラク・ザイなどの有力なアフガン系の部族から支持を受ける。バーブルはインドに銃火器を用いた戦術を本格的に導入し、バーブルが生涯に収めた多くの戦勝をきっかけにインドに火薬と大砲が普及する。バーブルがカーブルに戻った後、ビーラに置いた代官はパンジャーブの領主ダウラト・ハン・ローディーによって追放された。1520年/21年に再びインダス川を渡り、ビーラとシアールコートを占領したが、カンダハールで反乱が起きたためにアフガニスタンに戻らざるを得なくなる。バーブルは領主シャー・ベク・アルグンが籠るカンダハールに包囲を敷き、1522年にカンダハールを陥落させてインド遠征の準備を整えた。
1521年にローディー朝の君主イブラーヒーム・ローディーと対立するダウラト・ハン・ローディーは、バーブルに支援を求めた。また、メーワールの領主ラーナー・サンガー（ラーナー・サングラーム・シンハ）らラージプートの領主たちもバーブルに出陣を要請した。インドの諸勢力から参戦を求められたバーブルは、従来の略奪目的の侵入とは異なる本格的な遠征を計画し、ローディー朝との対決を決意する。
1524年にダウラト・ハンの要請を受諾したバーブルはカーブルを発ち、パンジャーブの中心都市ラホールに向けての進軍を開始する。ラホールでダウラト・ハンの部隊がバーブルに合流するが、バーブルがダウラト・ハンにラホールを返還しようとしなかったため、ダウラト・ハンはバーブルと敵対する。イブラーヒーム・ローディーとの交戦前にダウラト・ハンが軍勢を引き上げたため、バーブルはやむなくカーブルに帰還する。
1525年11月にバーブルは再びインド遠征に向かい、12月にインダス川を越えて息子フマーユーン、ガズニーの領主ホージャ・カランの部隊と合流する。行軍中のバーブルに遭遇したダウラト・ハンは降伏し、バーブルは彼に許しを与えた。1526年4月にバーブルはパーニーパットを占領して陣地を築き、ローディー朝の攻撃に備えたが、同盟者であるラーナー・サンガーはパーニーパットに現れず、バーブルは単独でローディー朝と戦わなければならなかった。4月21日にパーニーパットの戦いでバーブルは劣勢を跳ね返してローディー朝に勝利し、バーブルの元にイブラーヒームの首が届けられた。バーブルはチャルディラーンの戦いでサファヴィー朝を破ったオスマン帝国の戦術を取り入れ、中翼の前面に連結した荷車を一列に展開し、荷車の後ろに銃火器を装備した兵士を配備した。パーニーパットでの戦勝の理由については諸説あるがバーブルが火器を用いていたことは確実視されており、火器の存在が重要な役割を果たしたと考えられている。だが、バーブル自身は弓兵の活躍が戦勝に寄与したと考えていた。
4月24日にバーブルはデリーに入城し、4月27日に金曜礼拝で自らの名を入れたフトバ（説教）を読み上げさせてインドの支配者となった意思を表明した
。デリー入城後、バーブルはデリー・スルターン朝を治めた歴代スルターンの墓を巡り歩いた。翌5月にローディー朝の首都アーグラに至り、城内のイブラーヒームの母親とローディー朝の廷臣に領地を与えて出城させた。5月10日にアーグラに入城、城内で発見されたダイヤモンド「コ・イ・ヌール」をフマーユーンに与えた。バーブルはイブラーヒームの料理人を雇い入れたが、イブラーヒームの母親がバーブルの毒見役と料理人を買収して、バーブルが食べる料理に毒を盛った。口にした毒が少量だったためにバーブルの命に別状はなく、イブラーヒームの母親とイブラーヒームの息子は監視下に置かれた。しかし、毒殺の計画に加担した実行犯は、残忍な方法で処刑された。

### インドにおける勢力の拡張

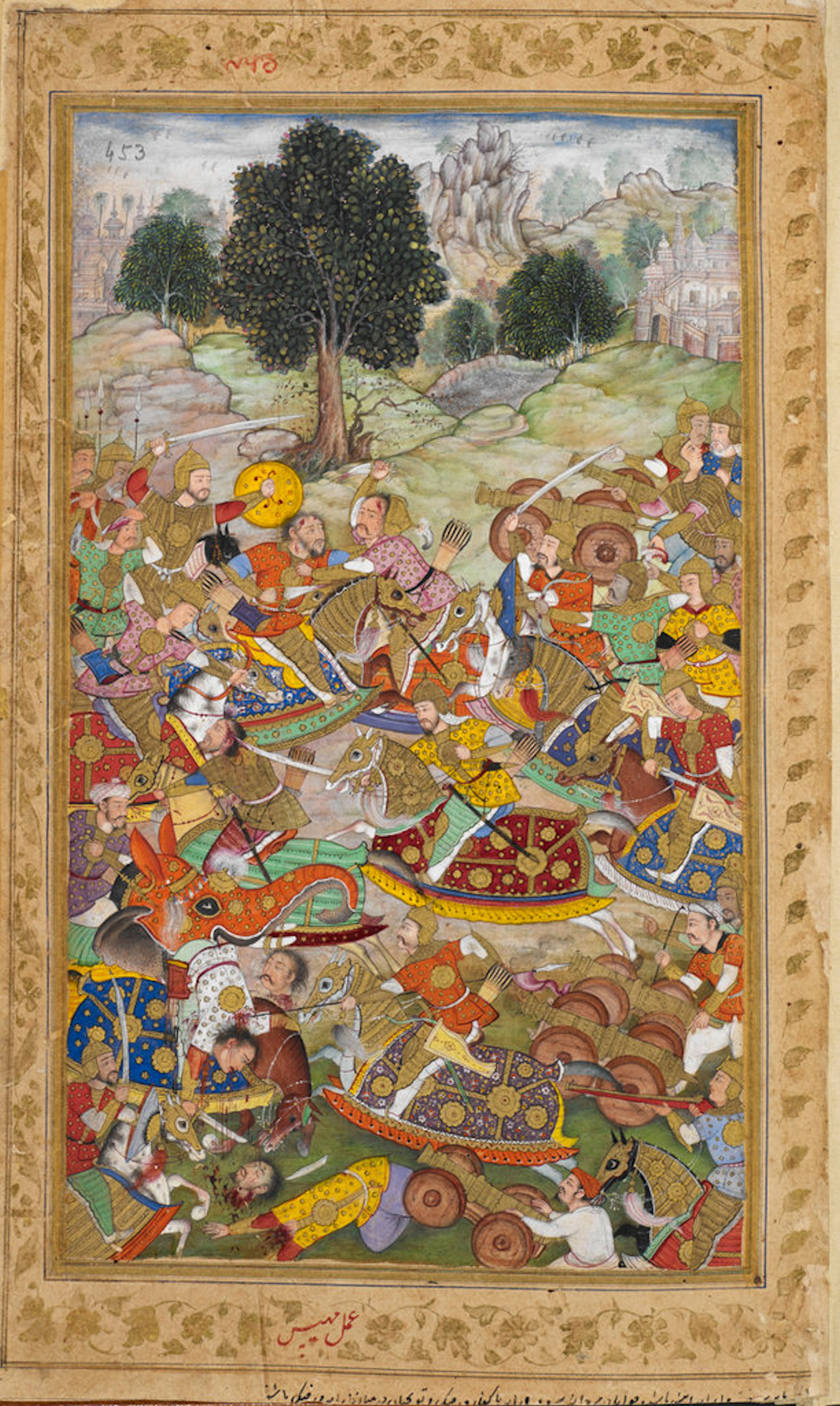
ハーヌアーの戦い

デリーの制圧後、バーブルはヤムナー川・ガンジス川を越えてビハール地方・ベンガル地方に遠征した。
デリー、アーグラを制圧した後も周辺の勢力はバーブルに服属しておらず、長期の遠征に疲弊した将兵はカーブルへの帰還を望んでいた。バーブルは部下たちを説得してインドに留まらせ、説得に応じない人間はアフガニスタンに帰らせた。バーブルへの臣従を願い出る領主も現れ始め、7月までに事態はやや沈静化する。
各地の領主は外部からの侵入者であるバーブルを敵視し、かつてバーブルと同盟してローディー朝と戦ったラーナー・サンガーが敵対勢力の中心人物となった。ラーナー・サンガーの同盟者の中にはイブラーヒーム・ローディーの弟マフムード・ローディーも含まれていた。インドの気候に慣れないバーブルの軍は疲労し、バーブルの敗北を予言する占星術師の言葉が兵士たちの士気をより低下させていた。ラーナー・サンガーと同盟軍の戦力は200,000を超えていたといわれ、バーブルの部下の中にはパンジャーブへの撤退を進言する者もいた。バーブルのインド征服の決意は揺るがず、禁酒令を敷き、演説によって部下の士気を高めた。また、ラーナー・サンガーに勝利した後にはイスラーム教徒からタムガ（商取引税）を徴収しないことを誓約する。バヤーナに進んだラーナー・サンガーがバーブルの先遣隊に勝利した時、バーブルはアーグラ近郊のハーヌアー（Khanwa）に陣地を設営した。バーブルはハーヌアーの戦闘でも先のオスマン帝国の戦術を用い、かつてサリ・プルの戦いでシャイバーニーが用いた戦術を模して右翼と左翼の端に別動隊を配備し、敵軍を背後から攻撃させて撹乱した。1527年3月17日にバーブルはハーヌアーの戦いでラージプート連合軍を破り、戦勝の後に「ガーズィー（信仰の戦士、異教徒の征服者）」の称号を帯びる。ハーヌアーの勝利はラージプートに大打撃を与え、以降ラージプートの王侯は連合を組まず個別にイスラーム勢力と戦い、あるいは戦わずに降伏した。
4月にアーグラに凱旋したバーブルは臣下に領地の配分を行うが、体調は悪化し、高熱に苦しんだ。病からの回復を祈願し、11月9日からバーブルはナクシュバンディー教団の指導者ホージャ・アフラールの著書『ワーリディーヤ（父のための書）』のチャガタイ語による韻文訳に着手する。11月20日にバーブルは翻訳を終え、病から回復したと伝えられている。バーブルは病状が少しでも良化すると遠征に出ようとしたが、強大な軍隊を支配下に留めておくため、自分が軍を率いて出兵しなければならないと考えていた。
1528年初頭にバーブルはチャンデリーを攻略し、チャンデリーの救援に向かったラーナー・サンガーは行軍中に暗殺された。1529年1月に東方で勢力を置くアフガン系貴族を攻撃するため、バーブルは遠征を行ったが、行軍中に水膨れに罹ってオスマン・トルコ式の医術を施される。4月にビハールで勢力を回復していたマフムード・ローディーをベンガルに放逐し、同年5月にパトナ近郊のゴグラ（ガーガラ川）の戦いで、バーブルはマフムードとベンガルの支配者スルターン・ヌスラット・シャーの連合軍に勝利する。戦後にバーブルはスルターン・ヌスラット・シャーと和平を結び、ヒンドゥスターンの支配権を確立した。バーブルがローディー朝、ラージプートに対して収めた一連の勝利は、ヒンドゥスターンの勢力図を一変させた。

### 晩年

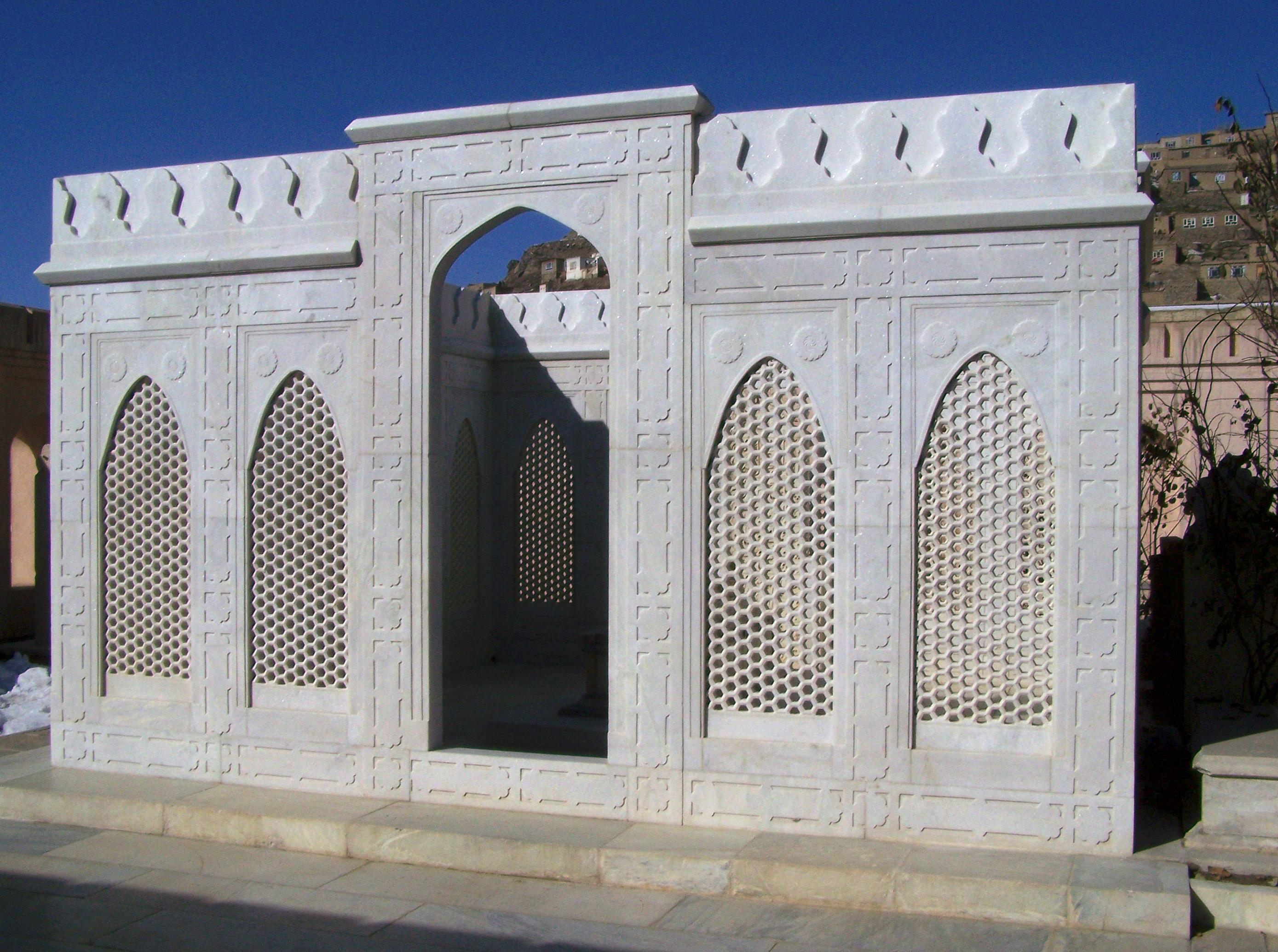
カーブルの庭園に建てられたバーブルの廟

1529年秋にフマーユーンが任地のバダフシャーンを離れてインドに移動し、バーブルはフマーユーンに東方への遠征を命じた。1530年春頃、重病に罹ったフマーユーンが遠征先からアーグラに移送される。バーブルはフマーユーンの回復を祈祷して自らの命を奉げる儀式を行い、フマーユーンの病状は回復したと伝えられている。フマーユーンが回復して間もなく、1530年12月26日にバーブルはアーグラで崩御した。
バーブルの在位期間は短く、国家の基盤は整備されないまま、フマーユーンが王位を継承した。フマーユーンは側近の助言に従ってバーブルの崩御を秘匿し、バーブルはメッカ巡礼に旅立ち、フマーユーンに譲位した噂が流された。バーブルは自分の身体をカーブルに葬るよう遺言したが、遺体はヤムナー河岸のラーム・バーグ庭園に埋葬された。後にスール朝のシェール・シャーによって遺体はカーブルに移され、1607年にカーブルを訪れたバーブルの曾孫ジャハーンギールは、バーブルが葬られている庭園に石碑を建立した。生前の希望に従って墓石を囲む廟は建てられなかったが、後年に簡素な屋根付の建物が墓石の上に置かれた。

## 文芸活動
バーブルは母語であるチャガタイ・トルコ語以外に、ペルシア語、アラビア語にも精通していた。詩人でもあるバーブルは韻律論について深い知識を持ち、ナヴァーイーが著した韻律学の書物に批判を加えた。回想録『バーブル・ナーマ』（『ワカーイー』）に自己の心情を率直に表現し、簡潔かつ的確な文章、人物批評、文の中に時折現れるユーモアは読者を惹きつけている。
1504年のカーブル征服の直後、バーブル文字と呼ばれるアラビア文字を基にした新しい文字を発明した。バーブルは自分の子供たちに新しい文字で書いた文を送り、新しい文字で書いたコーラン（クルアーン）をメッカに寄贈したといわれている。しかし、バーブル文字は一般には普及せず、孫のアクバルの時代になると文字を知る者はほとんどおらず、やがて使われなくなった。

## 人物像

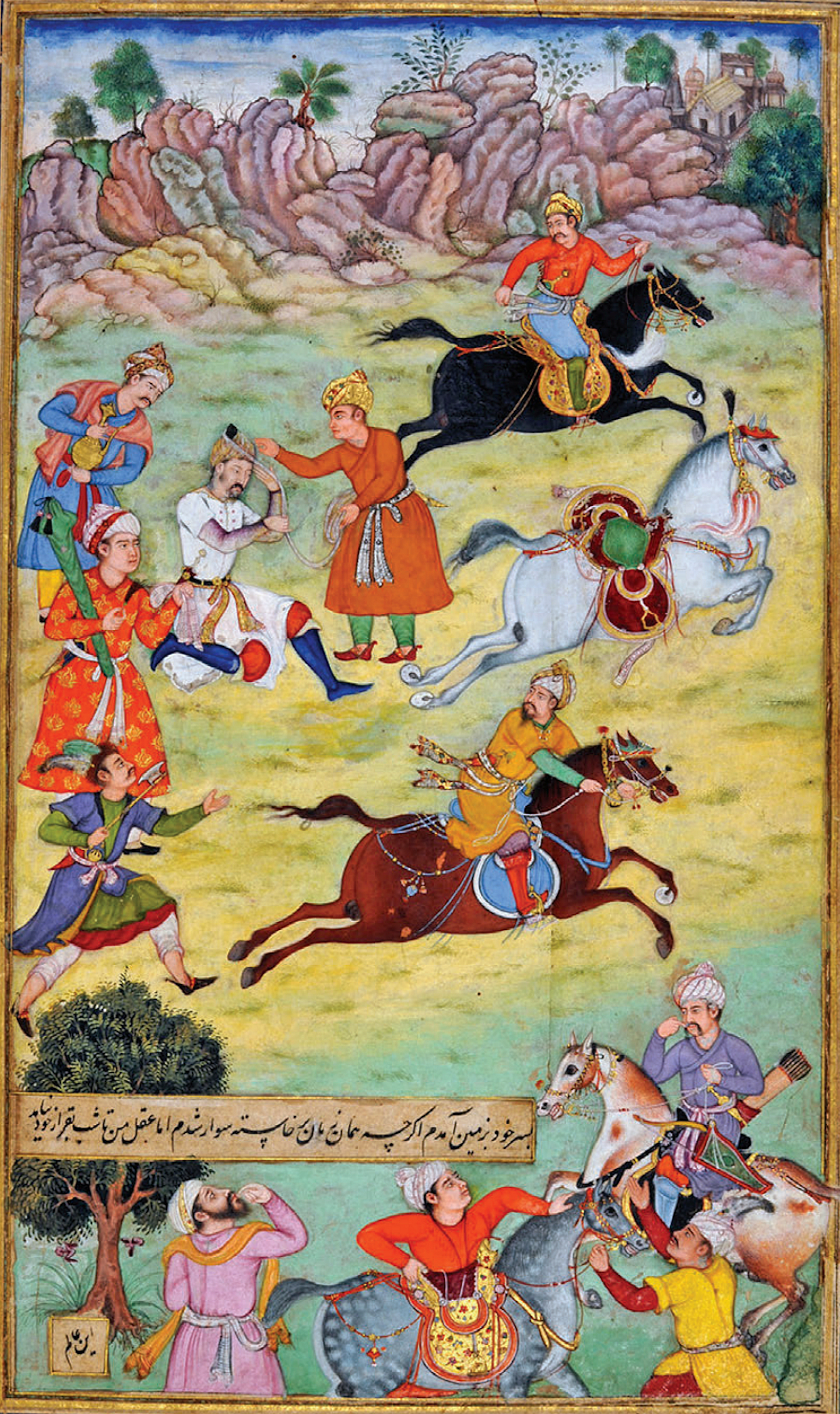
乗馬競技中に落馬して心配されているバーブル

バーブルはスンナ派を信仰していたが狂信的な人物ではなく、統治者として公正と寛容を心掛けていた。1日の5回の礼拝と礼拝後の沐浴を欠かさず、沐浴のために凍結した用水路に身を浸したこともあった。また、ティムール朝の多くの王族と同様にスーフィー（聖者）に敬意を示していた。部下が罪を犯した場合には、彼らが反抗的な態度を示さない限り、極力罪を許そうとした。多くのモンゴル人を配下に持っていたにもかかわらず、バーブルはモンゴル人を蔑視していた。そして、モンゴルと呼ばれることを嫌悪し、ティムールの子孫であることを強調した。
若年時のバーブルは禁欲的な生活を送っていたが、1506年にヘラートで開かれた宴席で初めてワインを飲んだ。ヘラートでの体験以後バーブルは多量の酒を飲むようになり、『バーブル・ナーマ』に宴会や酒にまつわる回想を多く書いた。バーブルはワインを好んで飲み、一度だけ飲んだビールについては不味いという感想を残している。1527年のラージプートとの戦いに際してバーブルは禁酒の誓いを立てたが、日記に禁酒の苦しみを書き表した。果物に強いこだわりを持つ美食家でもあり、特にメロンを好んだ。
バーブルは文学と書物を好み、征服先の土地に所蔵されている書籍を接収した。また、自然に対しても強い好奇心を持ち、動植物に対する詳細な記述を書き残した。カーブルに建設した庭園の1つであるバーグ・イ・ヴァファーには、インドで採取したバナナの木やサトウキビが植えられた。バーブルはインドの人間・自然に好ましくない印象を抱き、中央アジアの果実、氷、水がないことを歎息した。多くの金銀を蔵する点、多種の職人が無数に存在する点には好意を持っていた。
バーブルには自慢好きな、やや短気な面もあった。ある時バーブルは馬を引いてきた従僕の態度が悪いと腹を立てて彼の顔を殴りつけたが、薬指の付け根を脱臼してしまった。その後3か月間字が書けず、弓も引けない状態が続いた。時折残忍な性格も覗かせ、インド遠征の際に敵対するアフガン人の首を切り、首の塔を建てることが数度あった。

## 家族

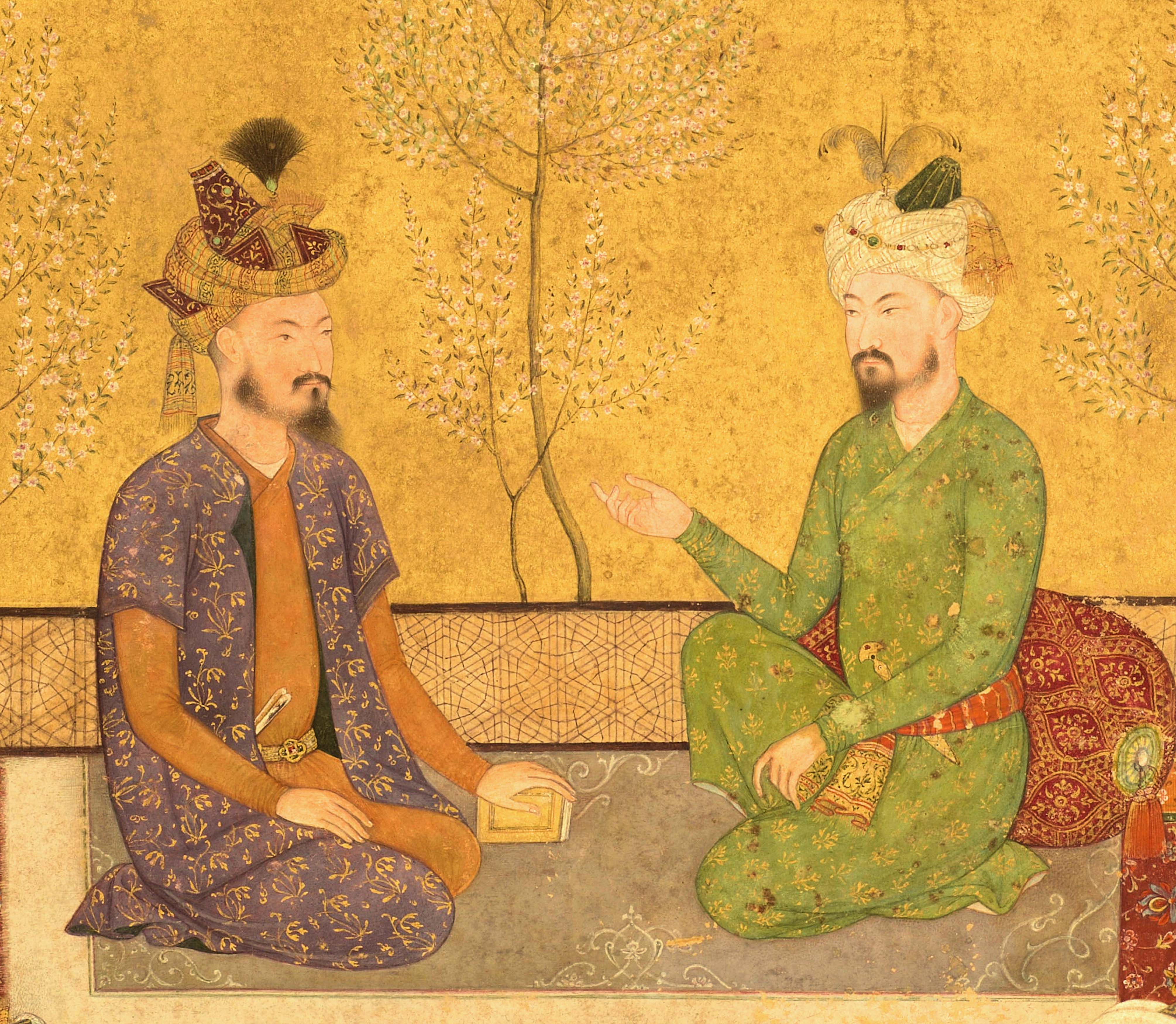
バーブル（右）とフマーユーン（左）

1500年3月にバーブルは許嫁であるスルターン・アフマドの娘アーイシャ・スルターン・ベギムと結婚するが、バーブルは彼女とは十数日に一度しか会おうとせず、自伝には初めての結婚に対する困惑と気恥ずかしさを書き残している。翌1501年にアーイシャ・スルターン・ベギムとの間に一女をもうけたが、娘は生後間も無く夭折し、バーブルとアーイシャ・スルターン・ベギムの関係は良くならなかった。アーイシャ・スルターン・ベギムとの結婚と同じ時期、バーブルはバーブリーという名の少年に強く魅了され、衝動に駆られて街路や庭園をさまよい歩いた。
バーブルはアーイシャ・スルターン・ベギムの異母妹であるマースーマ・スルターン・ベギムと恋に落ち、1506年の冬にヘラートで彼女と結婚した。マースーマ・スルターン・ベギムは娘を産んだ後に亡くなり、バーブルは彼女が残した娘に母親と同じマースーマという名前を付けた。
バーブルは早い段階から長男のフマーユーンを後継者として考え、生前に臣下にフマーユーンに王位を継承する意思を伝えていた。1520年/21年にバーブルは当時13歳のフマーユーンをバダフシャーンに総督として派遣し、息子を気遣ってフマーユーンの生母であるマーヒム・ベギムとともに任地まで付き添った。パーニーパットの戦いの前にフマーユーンが初陣を飾った時の様子を、誇らしげに書き残した。
1518年/19年に実施したインド遠征中に生まれた息子には、テュルク語で「インドの征服」を意味するヒンダルと名付けた。1522年/23年には次男カームラーンにスンナ派ハナフィー学派の教義を分かりやすく説明するため、チャガタイ語による韻文『ムバイイン（解説）』を著した。

### 父母
- 父：ウマル・シャイフ
- 母：クトゥルク・ニガール・ハヌム

### 兄弟
- ジャハーンギール（異母弟）
- ナースィル（異母弟）
- ハンザーダ・ベギム（同母姉）
- ミフル・バーヌー・ベギム（異母姉）
- シャフル・バーヌー・ベギム（異母妹）
- ヤードガール・スルターン・ベギム（異母妹）
- ルカイヤ・スルターン・ベギム（異母妹）

### 妻
- アーイシャ・スルターン・ベギム
- マースーマ・スルターン・ベギム
- マーヒム・ベギム
- グルルフ・ベギム
- ビビ・ムバリカ
- ディルダール・ベグム

など

### 男子
- フマーユーン
- カームラーン
- アスカリー
- ヒンダル

### 女子
- グルラン・グルチフラ
- グラザール・ベグム
- マースーマ・スルターン
- グルバダン・ベグム

## 主な著作
- 『バーブル・ナーマ』
- 『ムバイイン』
- 『アルーズ・リサーラス（韻律論）』
- 『504のリズム』
- 『ディーワーン（詩集）』